# Zapasy na Letnich Igrzyskach Olimpijskich 1984 – kategoria powyżej 100 kg w stylu wolnym
Zmagania mężczyzn ponad 100 kg to jedna z dziesięciu męskich konkurencji w zapasach w stylu wolnym rozgrywanych podczas Letnich Igrzysk Olimpijskich 1984. Pojedynki w tej kategorii wagowej odbyły się w dniach 8 – 10 sierpnia.

## Klasyfikacja[1]
| Pozycja | Nazwisko            | Kraj              |
| ------- | ------------------- | ----------------- |
| 1       | Bruce Baumgartner   | Stany Zjednoczone |
| 2       | Robert Molle        | Kanada            |
| 3       | Ayhan Taşkın        | Turcja            |
| 4       | Hasan al-Haddad     | Egipt             |
| 5       | Mamadou Sakho       | Senegal           |
| 6       | Vasile Andrei       | Rumunia           |
| 7       | Kōichi Ishimori     | Japonia           |
| 8       | Panajotis Pikilidis | Grecja            |

## Zasady[2]
Uczestnicy zostali podzieleni na dwie grupy. Zawodnik który przegrał dwie walki odpadł z dalszej rywalizacji.
- TF — Łopatki
- SP — Przewaga (8-11 punktów różnicy, pokonany zdobył punkty)
- ST — Przewaga (12 punktów różnicy, przewaga techniczna)
- PP — Na punkty (1-7 punktów różnicy, pokonany zdobył punkty)
- PA — Kontuzja
- DNA — Wycofał się

## Wyniki

### Rundy eliminacyjne

#### Grupa A
| Przegrane | Zawodnik            | Wynik   | Czas/Punkty | Zawodnik          | Przegrane |         |
| Runda 1   | Runda 1             | Runda 1 | Runda 1     | Runda 1           | Runda 1   | Runda 1 |
| --------- | ------------------- | ------- | ----------- | ----------------- | --------- | ------- |
| 0         | Bruce Baumgartner   | 4-0 TF  | 1:58        | Vasile Andrei     | 1         |         |
| 1         | Panajotis Pikilidis | 1-3 PP  | 6-13        | Ayhan Taşkın      | 0         |         |
| Runda 2   |                     |         |             |                   |           |         |
| 1         | Panajotis Pikilidis |         |             | DNA               |           |         |
| Finał     |                     |         |             |                   |           |         |
|           | Bruce Baumgartner   | 4-0 TF  | 1:58        | Vasile Andrei     |           |         |
|           | Ayhan Taşkın        | 0-4 TF  | 2:19        | Bruce Baumgartner |           |         |
|           | Vasile Andrei       | 0-4 TF  | 1:21        | Ayhan Taşkın      |           |         |

#### Klasyfikacja
| Zawodnik            | Przegrane | Runda | Punktacja | Finał |
| ------------------- | --------- | ----- | --------- | ----- |
| Bruce Baumgartner   | 0         | -     | 4         | 8     |
| Ayhan Taşkın        | 0         | -     | 3         | 4     |
| Vasile Andrei       | 1         | -     | 0         | 0     |
| Panajotis Pikilidis | 1         | 1     | 1         |       |

#### Grupa B
| Przegrane   | Zawodnik        | Wynik   | Czas/Punkty | Zawodnik        | Przegrane |         |
| Runda 1     | Runda 1         | Runda 1 | Runda 1     | Runda 1         | Runda 1   | Runda 1 |
| ----------- | --------------- | ------- | ----------- | --------------- | --------- | ------- |
| 0           | Hasan al-Haddad | 3-1 PP  | 6-4         | Kōichi Ishimori | 1         |         |
| 1           | Mamadou Sakho   | 0-4 TF  | 2:01        | Robert Molle    | 0         |         |
| Runda 2     |                 |         |             |                 |           |         |
| 0           | Hasan al-Haddad | 3-1 PP  | 9-5         | Mamadou Sakho   | 2         |         |
| 2           | Kōichi Ishimori | 0-4 TF  | 4:22        | Robert Molle    | 0         |         |
| Finał       |                 |         |             |                 |           |         |
|             | Hasan al-Haddad | 0-4 ST  | 1-14        | Robert Molle    |           |         |
| O 3 miejsce |                 |         |             |                 |           |         |
|             | Kōichi Ishimori | 0-4 TF  | 2:08        | Mamadou Sakho   |           |         |

#### Klasyfikacja
| Zawodnik        | Przegrane | Runda | Punktacja | Finał |
| --------------- | --------- | ----- | --------- | ----- |
| Robert Molle    | 0         | -     | 8         | 4     |
| Hasan al-Haddad | 0         | -     | 6         | 0     |
| Mamadou Sakho   | 2         | 2     | 1         |       |
| Kōichi Ishimori | 2         | 2     | 1         |       |

### Runda finałowa[8]
| Zawodnik          | Wynik           | Czas/Punkty     | Zawodnik        |                 |
| O piąte miejsce   | O piąte miejsce | O piąte miejsce | O piąte miejsce | O piąte miejsce |
| ----------------- | --------------- | --------------- | --------------- | --------------- |
| Vasile Andrei     | 0-4 PA          |                 | Mamadou Sakho   |                 |
| O brązowy medal   |                 |                 |                 |                 |
| Ayhan Taşkın      | 4-0 TF          | 1:44            | Hasan al-Haddad |                 |
| Finał             |                 |                 |                 |                 |
| Bruce Baumgartner | 3.5-.5 SP       | 10-2            | Robert Molle    |                 |